# Трошин, Арсений Сергеевич
Арсений Сергеевич Трошин (род. 24 августа 1989 года, Кинешма) – российский композитор, продюсер, аранжировщик, битмейкер.

## Биография
Родился 24 августа 1989 года в городе Кинешма Ивановской области. Учился в гимназии имени А. Н. Островского и детской школе искусств г. Кинешма по классу фортепиано. В 2001 году переехал в Москву, где учился в школах № 392 и № 376. В 2005 году окончил музыкальную школу № 26 имени П. И. Юргенсона по классу фортепиано.
В 2005-2009 годах учился на факультете эстрадно-джазового фортепиано в РАМ им. Гнесиных.
Женат. Есть дочь.

## Карьера
В 2010 году был признан лучшим битмейкером года по версии портала InDaRnb.
Стал известен после того, как стал автором музыки некоторых песен Loc Dog’a. В 2010 году сделал официальный ремикс на трек Loc-Doga «Подгрузило». В марте 2011 года работал над альбомом Loc-Doga «Всем до свиданья». В 2011-2012 годах был клавишником на живых выступлениях Loc Dog’a в составе Loc-Dog Band. C 2011 по настоящее время спродюсировал для Loc-Doga больше 30 треков.
В дальнейшем работал в качестве аранжировщика и продюсера со многими артистами, среди которых
Ольга Бузова, IVAN VALEEV, Леша Свик, HammAli & Navai, Марьяна Ро, ANIVAR, Птаха, Типси Тип и другие.
В 2010 году сделал официальный ремикс на трек Птахи (группа Centr) «Всё будет» из альбома «Папиросы» и после этого снялся в одноименном клипе.
В сентябре 2011 года спродюсировал EP Domino «Идеальный мир».
В октябре 2013 года представил две совместные песни «Ещё живем» и «Не закрывай» с Loc-Dog на телеканале A-One в прямом эфире.
В январе 2014 года работал над альбомом группы Kavabanga Depo Kolibri «Самовыдуманный рай».
В 2015 году был музыкальным продюсером группы Puzzle.
В 2017 году был генеральным директором продюсерского центра Fat Cat, которым владеет известный медиамагнат Арам Габрелянов. В этот период была написана и спродюсирована песня для Марьяны Ро «Мегазвезда». Впоследствии был снят клип, в котором Арсений принимал участие в качестве генерального продюсера. На данный момент клип имеет более 40 миллионов просмотров. Также была написана песня для Anivar «Сердце пополам».
В 2017 году начал работать с певицей Anivar. Написал музыку для таких песен как «Держи меня крепче», «Лето», «Украду», «Падает звезда», «Пустота души», «Крыльями», «Нечего скрывать», «Без тебя». Многие из этих треков находились на вершине чарта Itunes, а также были в ротации на главных радиостанциях страны.
В 2018 году треки Арсения «Milky Way» и «Starfall» были использованы в качестве музыки к сериалу «Гадалка» на «Первом канале».
В 2018 году Арсений написал музыку к песне «Напротив» для белорусского рэпера Забытый Женя.
В октябре 2018 года спродюсировал трек для Ivan Valeev «Заберу».
В декабре 2018 года совместно с битмейкером Markuz спродюсировал трек для ЗОМБа «Не говори».
В марте 2019 года написал музыку для совместной песни Ольги Бузовой и Леши Свика «Поцелуй на балконе».
Летом 2019 года стал одним из композиторов трека Hammali & Navai «Прятки», который находился на первых местах в чартах VK и Itunes.
В 2019 году работал над альбомом Лёши Свика «Алиби».

## Дискография

### Синглы
- Arseny Troshin & Seandy «The Echo of Love» (2012)[6]
- Зануда feat. Легенды Про (Пёс) «Всё будет» (Arseny Troshin remix) (2010)
- Loc-Dog «Подгрузило» (Arseny Troshin remix) (2010)
- Arseny Troshin & Mainstream One «Нарисуй Любовь» (2011)
- Loc-Dog & Arseny Troshin & Domino «Идеальный мир» (2011)
- Arseny Troshin «Milky Way» (2013)
- Arseny Troshin «Starfall» (2014)
- Crispy Flakes feat. M. Maggie «Still Need U» (2017)
- 813 & Crispy Flakes feat. Frankmusik «Near or Far» (2018)
- Леша Свик «Луна» (Arseny Troshin remix) (2019)

### Автор музыки песен
- Loc-Dog «Всем до свиданья» (2011)
- Loc-Dog «Волна» (2011)
- Loc-Dog «Тру» (2011)
- Loc-Dog «Кричи» (2011)
- Loc-Dog «Живым не сдамся» (2011)
- Loc-Dog «Укусила крыса» (2011)
- Loc-Dog & Seandy «Под Облаками» (2011)
- Domino «Осень-Авария» (2011)
- Domino «Забыл как тебя смешить» (2011)
- Loc-Dog «Не до абстракций» (2011)
- Адвайта «Дотла» (2012)
- Loc-Dog «слюни» (2012)
- Loc-Dog «Удача нам к лицу» (2013)
- Артем Татищевский «Весной» (2013)
- Kavabanga Depo Kolibri «Пил, Курил» (2013)
- Loc Dog «Меняпрости» (2013)
- Loc-Dog «Еще Живем» (2013)
- Loc Dog «SWAG» (2013)[7]
- Типси Тип, Zambezi, Loc Dog «Встряска» (2013)[8]
- Seandy «Осколки льда» (2014)
- Kavabanga Depo Kolibri «C приветом» (2014)
- Kavabanga Depo Kolibri «Медленно» (2014)
- Kavabanga Depo Kolibri «Воспоминания» (2014)
- Kavabanga Depo Kolibri «Осколки» (2014)
- Kavabanga Depo Kolibri «Убей» (2014)
- Kavabanga Depo Kolibri «Развели нас» (2014)
- Kavabanga Depo Kolibri «Держи ее за руку» (2014)
- Loc-Dog «Дисконнект» (2014)
- Loc-Dog & Seandy «Малышка» (2014)
- Левон Морозов & Loc-Dog «Хватай лучи» (2014)
- Та Сторона «Романс» (2014)
- Loc-Dog «Стреляй» (2014)
- Puzzle «Сто шагов назад» (2014)
- Puzzle «Нюни» (2014)
- Puzzle «Дым» (2015)
- Puzzle «Нарисованный мир» (2015)
- Puzzle «У твоих ног» (2015)
- Puzzle «Тишина» (2015)
- Puzzle «Под одним солнцем» (2015)
- Puzzle «Забудь про поцелуи» (2015)
- Puzzle «Станция Мы» (2015)
- Puzzle «Дисней» (2015)
- Puzzle «Снова» (2015)
- Александр Жвакин (Loc-Dog) «Бывает» (2015)[9]
- Александр Жвакин (Loc-Dog) «В той весне» (2015)[10]
- Александр Жвакин (Loc-Dog) «Не туши» (2015)
- Александр Жвакин (Loc-Dog) «Новый день» (2015)
- Loc Dog «Только я» (2015)
- Kavabanga Depo Kolibri & Андрей Леницкий «Мой пульс» (2016)
- Kavabanga Depo Kolibri «Без оправданий» (2016)
- Kavabanga Depo Kolibri «Лабиринты» (2016)
- Kavabanga Depo Kolibri «Автобусы» (2016)
- Kavabanga Depo Kolibri «Иди с нами» (2016)
- Loc-Dog «Каждому свое» (2016)
- Loc-Dog «Смейся» (2017)
- Loc-Dog «Я могу» (2017)
- Loc-Dog «Мимо нот» (2017)
- Anivar «Лето» (2018)
- Anivar «Украду» (2018)
- appledream (Malfa) «Я Кристина» (2018)
- Ivan Valeev «Заберу» (2018)
- Зомб «Не говори» (2018)
- Ольга Бузова & Леша Свик «Поцелуй на балконе» (2019)
- Anivar «Нечего скрывать» (2019)
- Леша Свик «Остаюсь» (2019)
- Леша Свик «Манекены» (2019)
- Леша Свик «Луна» (2019)
- Hammali & Navai «Прятки» (2019)
- Loc-Dog «Хочу успеть» (2019)[11]
- Kel «Токсин» (2019)
- ANIVAR «Без тебя» (2019)[12]